# Терренс и Филлип
Те́рренс и Фи́ллип (англ. Terrance and Phillip) — национальные герои Канады и персонажи мультипликационного сериала «Южный Парк», канадские телевизионные комики, выпускающие своё телешоу и снявшиеся в нескольких полнометражных фильмах.
Терренс и Филлип — комический дуэт, они, как правило, появляются и выступают только вместе. Как и у всех канадцев в сериале, лица Терренса и Филлипа ничем не отличаются друг от друга. Однако у Терренса (от рождения Терренса Генри Стута, англ. Terrence Henry Stoot) чёрные волосы и красная рубашка с буквой «T», а у Филлипа (от рождения Филлипа Найлза Эйрджайла, англ. Phillip Niles Argyle) — светлые волосы (согласно эпизоду 505, крашеные) и голубая рубашка с буквой «P».
Из-за некоторых деталей может возникнуть вопрос, являются Терренс и Филлип дважды мультипликационными персонажами или «реальными» людьми. Они действуют в сериале как реальные герои, однако в серии «Смерть» их шоу несколько раз называют мультфильмом. В фильме «Южный Парк: Большой, длинный, необрезанный» Картман отвечает на вопрос, нравятся ли ему Терренс и Филлип: «Да, только анимация дерьмовая», однако создатели сериала объяснили, что здесь имеется в виду сам «Южный Парк», который Терренс и Филлип смотрят в телефильме «Не без моего ануса».
В игре South Park: The Stick of Truth главный герой видит их вживую в одном из квестов.

## Биография персонажей
В эпизоде 505 говорится, что Терренс и Филлип выступали в возрасте 5 лет на шоу Эда Салливана. Судя по выступавшим одновременно с ними артистами (The Mamas and The Papas), это была середина 60-х годов; соответственно, сейчас Терренсу и Филлипу должно быть около 45-47 лет. Вначале дуэт исполнял традиционные канадские песни, непонятные американской аудитории; однако во время паузы в выступлении Терренс случайно пукнул. Это было воспринято как шутка и встречено хохотом и восторгами американской аудитории. С тех пор Терренс и Филлип стали выступать как комический дуэт и добились успеха, выступая на различных шоу, а позже — с собственным комедийным сериалом. По их сценарию в 1997 г. вышел озвученный ими же мультфильм, а позже появились спецвыпуски шоу — выпуск ко дню независимости (отрывки показан в эпизоде 109) и телефильм «Не без моего ануса» (составляющий эпизод 201 «Южного Парка»).
Из-за первого полнометражного фильма Терренса и Филлипа — «Пламенные жопы» — разгорелась война между США и Канадой. В процессе войны Терренса и Филлипа едва не казнили на электрическом стуле; их успел спасти Картман, схватив рубильник. Чуть позже, во время разыгравшегося сражения между американцами и канадцами, их застрелила Шейла Брофловски. Однако, благодаря Кенни, все погибшие в этой войне были воскрешены, в том числе Терренс и Филлип (см. «Южный Парк: Большой, длинный, необрезанный»). Позже «Пламенные жопы» были номинированы на «Оскар».
После этого между Терренсом и Филлипом произошла размолвка. Терренс потолстел и стал безуспешно выступать с другим партнёром (не канадцем), а Филлип пытался играть Шекспира в канадском театре. Однако в эпизоде 505 они воссоединяются. Вскоре появляется анонс продолжения первого фильма дуэта — «Пламенные жопы 2», который пытаются посмотреть в эпизоде 604 Картман, Стэн, Кайл и Баттерс.
В эпизоде 1004 мы видим фрагмент из ещё одного спецвыпуска шоу Терренса и Филлипа — «Загадка ранчо Ленивого Джея» (англ. Mystery at the Lazy «J» Ranch), где участвует пророк Мухаммед, а в эпизоде 1204 Терренс и Филлип оказываются единственными канадцами, выступающими против забастовки. В 1304 серии они пытались пожениться, но из-за своего пердежа и аналогичного действа у их невест, не смогли.

## Юмор Терренса и Филлипа
Юмор телешоу дуэта является предельно непристойным, туалетным и грубым. Создатели сериала ввели этих персонажей после обвинений в «туалетности» юмора в самом «Южном Парке», чтобы показать, что такое по-настоящему туалетный юмор. Можно сказать, что шоу Терренса и Филлипа — это гиперболизированная пародия на низкопробные американские телешоу.
Когда на официальном сайте сериала спросили, почему Терренс и Филлип постоянно пердят, последовал ответ: «Это всё их чёртовы крафтовы обеды».
Шутки Терренса и Филлипа обычно основаны на пердеже. Когда один из комиков пукнет, они оба начинают громко и противно смеяться. Вторым по популярности основанием их юмора является нецензурная лексика — Терренс и Филлип являются одними из самых сквернословящих персонажей сериала. В фильме «Пламенные жопы» Терренс и Филлип используют огромное количество брани и исполняют похабную песню «Unclefucker» (рус. «Дядеёб», «Дядеёбище»), которая позже становится хитом продаж (эта песня была выпущена на саундтреке South Park: Bigger, Longer & Uncut).

## Отношение к сериалу
Ярыми фанатами шоу Терренса и Филлипа являются все школьники Саус-Парка, в том числе и все главные герои сериала. Впервые мы видим их смотрящими шоу Терренса и Филлипа в эпизоде 106 (Смерть); непристойный сортирный юмор вызывает недовольство родителей, и те начинают бойкотировать телекомпанию, выпускающую шоу (привлекая её внимание в том числе массовыми самоубийствами). В эпизоде 106 над шоу также смеётся сама Смерть. В фильме «Южный Парк: Большой, длинный, необрезанный» все школьники после просмотра фильма «Пламенные жопы» начинают ругаться матом и петь похабные песни. Когда их матери под руководством Шейлы Брофловски развязывают для борьбы с Терренсом и Филлипом канадо-американскую войну, школьники организуют подпольную армию сопротивления, пытаясь освободить комиков. В эпизоде 505 школьники попадают на концерт Терренса и «нового» Филиппа, а затем объединяют их для участия в празднике защиты Земли.
Судя по эпизоду 505, многие серии шоу Терренса и Филлипа Стэн и Кайл знают наизусть. В эпизоде 415 Картман смотрит шоу с матерью и восхищается тем, каким оригинальным оно остаётся. Короткий анонс фильма «Пламенные жопы 2», в котором сами Терренс и Филлип появляются лишь на несколько секунд, вызывает у всех четвероклассников бурный восторг (эпизод 604).
У многих школьников есть атрибутика Терренса и Филлипа. В фильме «Южный Парк: Большой, длинный, необрезанный» майки с дуэтом носят все учащиеся школы, кроме Венди и Грегори (у Кенни майка не видна, но и у него она, вероятно, надета под парку — после приказа всем школьникам, носящим такую атрибутику, уйти домой, он также покидает школу). У будильника Стэна вместо стрелок — фигурки Терренса и Филлипа. У Кайла и Стэна есть спальные мешки и пижамы с изображением Терренса и Филлипа.
Некоторые взрослые, несмотря на показное отрицательное отношение к шоу Терренса и Филлипа, втайне смотрят его — в частности, за этим были замечены Шеф и Рэнди Марш.

## Терренс и Филлип как сатира
В образах Терренса и Филлипа, помимо пошлых комедийных телешоу, высмеяно (как и в остальных образах канадцев в «Южном Парке») отношение американцев к канадцам как к низшим неполноценным существам. Это выражается и в гипертрофированном внешнем виде, уродливом и примитивном по сравнению со внешностью американцев в шоу: до схематичности упрощённые тела, маленькие непрорисованные глаза и «откидные» верхние части голов вместо челюстей. В эпизоде 505 звучит диалог:
— Боже мой, что у них с головами?
— Успокойся, родная, они же канадцы.
В фильме «Южный Парк: Большой, длинный, необрезанный» возмущённые зрители уходят из кинотеатра во время эпизода с песней «Unclefucker», говоря:
— Что за дрянь?
— А что ты хотела, они же канадцы.
Множество стереотипов о канадцах представлено в «телефильме» Терренса и Филлипа «Не без моего ануса» (эпизод 201) и эпизоде 715.
Считается, что в образах Терренса и Филиппа (в частности, в их смешках) есть намёк на Бивиса и Баттхеда. Также в некоторых деталях (например, дебют на шоу Эда Салливана) усматривается намёк на комик-дуэт «Уэйн и Шастер» (англ. Wayne and Shuster).